# Sudniki (rejon orszański)
Sudniki (biał. Суднікі; ros. Судники, Sudniki) – wieś na Białorusi, w obwodzie witebskim, w rejonie orszańskim, w sielsowiecie Barzdouka.